# Sedm bratří a jedna sestra
Sedm bratří a jedna sestra (rusky Семь Братьев и Одна Сестра), zkráceně Sedm bratří (Семь Бра́тьев, Семёрка) je název žulové skalní stěny se skalními věžemi, která se nachází poblíž obce Věrch-Nějvinskij (sídlo městského typu, rusky посёлок городского типа Верх-Нейвинский) v Něvjanském okrese Sverdlovské oblasti Ruské federace. Lokalita je z důvodů ochrany geologických, geomorfologických a botanických hodnot zapsaná na seznamu přírodních památek Sverdlovské oblasti. 

## Geografie
Území severoseverozápadně od Jekaterinburgu, kde se nachází přírodní památka Sedm bratří, je součástí geomorfologického celku Střední Ural, nejnižší části pohoří Ural, tvořícího geografickou hranicí mezi Evropou a Asií a rozdělující Rusko na evropskou a asijskou část.

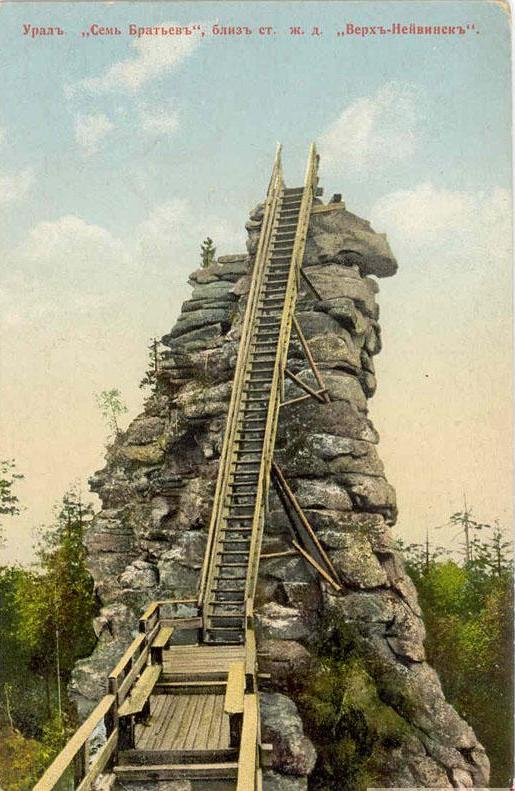
Vyhlídková plošina a schodiště na pohlednici z počátku 20. století

Skály, které se tyčí na vrcholu Sedmibratské hory (422 m n. m., rusky Семибратская гора) zhruba 6 km východně od regionálního správního centra Věrch-Nějvinského a od Věrch-Nějvinské nádrže, z geomorfologického hlediska mají charakter svědeckého vrchu.
Skalní masív je zhruba 150 metrů dlouhý, protažený ve směru severozápad – jihovýchod, a je tvořen sedmi skalními věžemi, až 25 metrů vysokými, vyrůstajícími ze společné základny. Západně stranou od této skupiny Sedmi bratrů stojí osamělá skála, které se přezdívá Sestra. Skalní věže mají poněkud neobvyklý tvar, neboť se vesměs rozšiřují ve vrcholových partiích, takže připomínají skalní hřiby. Skály jsou součástí Hornoisetského žulového masívu (Верх-Исетский гранитный массив), jsou tvořeny granity a granodiority. Skalní masív je horizontálně rozdělen do jednotlivých vrstev, složených z magmatických hornin. Svým vzhledem poněkud připomíná jinou skalní stěnu a přírodní památku Sverdlovské oblasti – Ďáblovu pevnost poblíž železniční stanice Iseť (станция Исеть) na Sverdlovské dráze.

## Turismus a horolezectví
Skály jsou oblíbeným turistickým a horolezeckým cílem v dané oblasti. Na rozdíl od Ďáblovy pevnosti je výstup na skály Sedmi bratří mnohem obtížnější. Jejich vrcholové partie jsou bez příslušné horolezeckého vybavení prakticky nedostupné, pomníčky v okolí připomínají četné tragédie, k nimž v minulosti došlo při pokusech o zdolání těchto skal.
Od počátku 20. století do 30. let byla pomocí dřevěného žebříku návštěvníkům zpřístupněna pouze jediná skála – skála Птица (v překladu Pták), kde byla vyhlídková plošina, ta však později zanikla.Tuto plošinu a přístupové schodiště k ní nechalo vybudovat vedení Věrch-Nějvinského závodu původně jako pozorovatelnu pro sledování lesních požárů, byla však hojně využívána i výletníky, směřujícími do skal. Paradoxně se skalní masív i s vyhlídkou stal také několikrát cílem tajných schůzek revolučně zaměřených dělníků z Věrch-Nějvinského závodu. Připomínkou jejich srazů je nápis na severní straně skály „Да здравствуетъ соцiальная революцiя!“ („Ať žije sociální revoluce!“). Tato historie, spolu s místními událostmi během občanské války v Rusku byly důvodem, že skály jsou chráněny i jako kulturní památka.

## Pověsti
Lidové představy o vzniku neobvyklých skal se odrážejí v řadě místních pověstí. Existuje asi deset různých pověstí, mezi nejznámější patří ta, která vypráví o dětech místního krutovládce, sedmi synech a jediné dceři, které uprchly před hněvem svého otce do lesů a na vrcholu hory zkameněly, nebo jiná verze této pověsti o sestře, jejíž bratří ji nepřáli romantickou lásku. Jiné pověsti se dokonce vážou k historickým postavám ruských dějin. Například ústřední postavou jedné z legend je Nikita Děmidov, tulský zbrojíř a později uralský průmyslník 17. a 18. století, zakladatel podnikatelské a šlechtické dynastie Děmidovových. Podle této legendy Děmidov, když mu hrozila kontrola carských úřadů, ukryl své bohatství na hoře v lesích a střežením pokladu pověřil sedm bratrů. Inspektoři prý však Děmidovův majetek kontrolovali příliš dlouho, bratři mezi tím na hoře zmrzli a proměnili se v kámen. Další z pověstí přisuzuje zásluhu na vzniku skalního masívu legendárnímu kozáckému atamanovi ze 16. století Jermakovi, který se měl na své cestě na východ střetnout se sedmi pohanskými obry a znamením kříže je proměnit ve skály (ve skutečnosti Jermak nikdy v této oblasti nebyl).

## Galerie

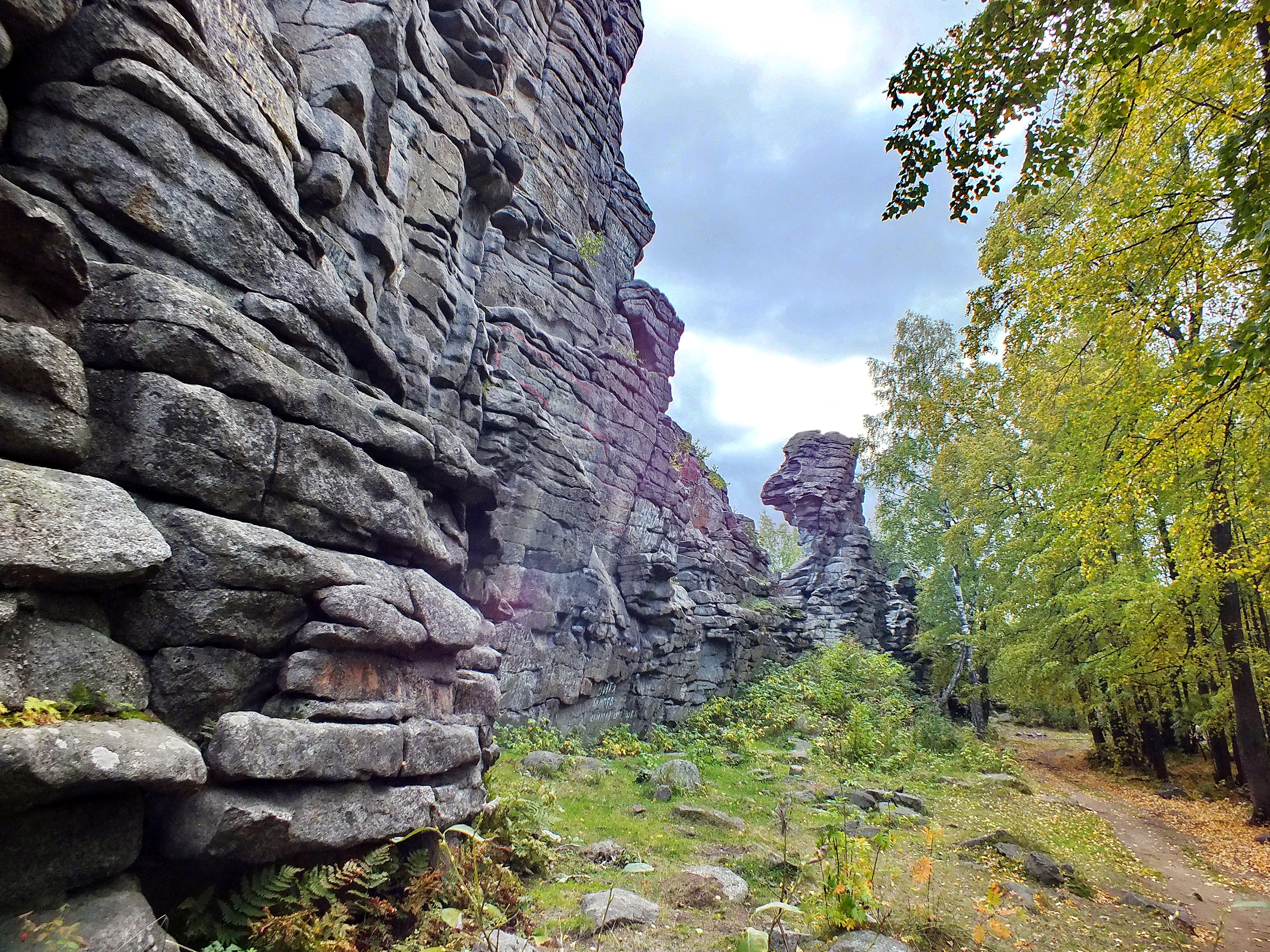
Skalní stěna Sedmi bratří
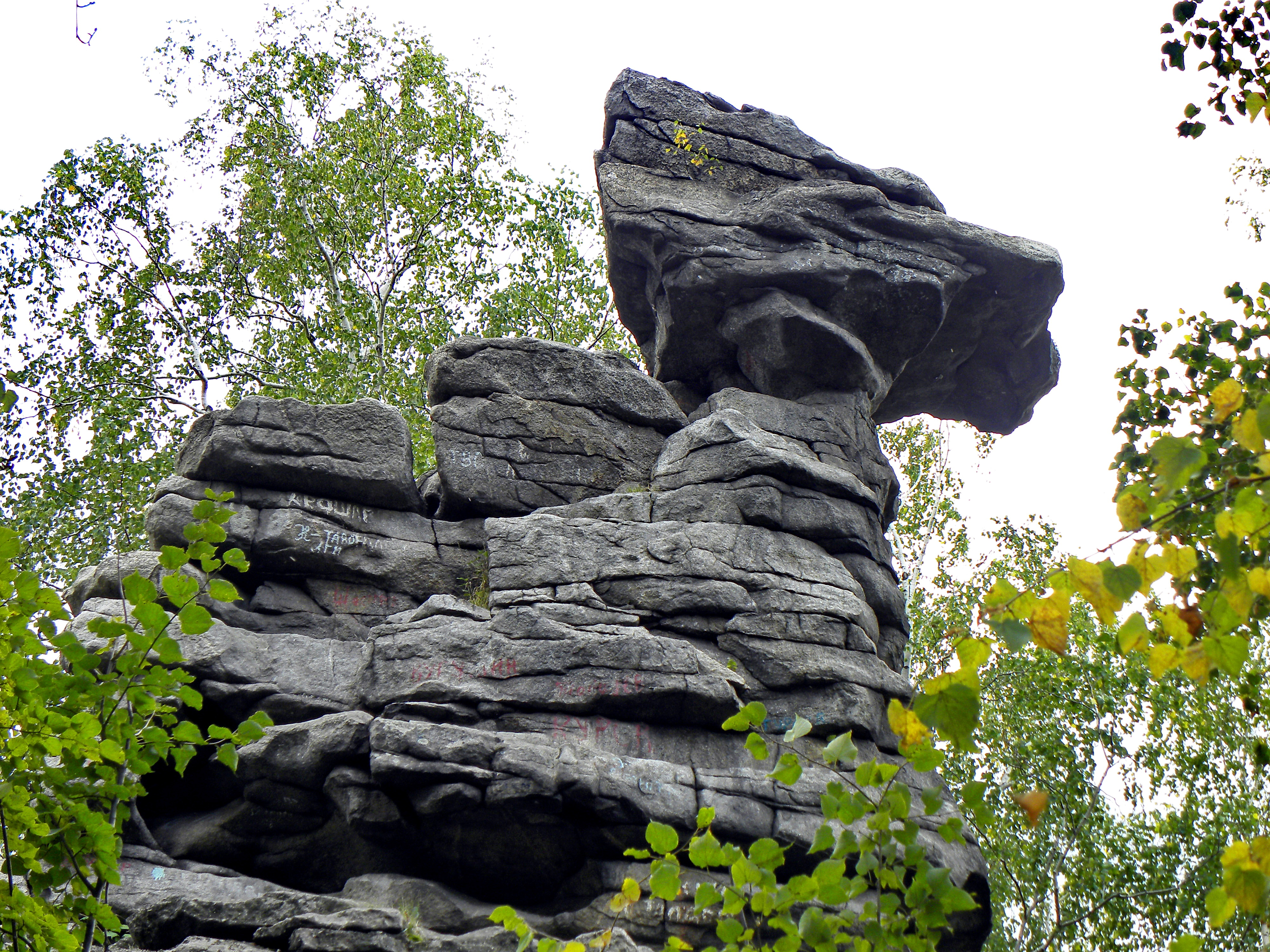
Jeden ze skalních hřibů
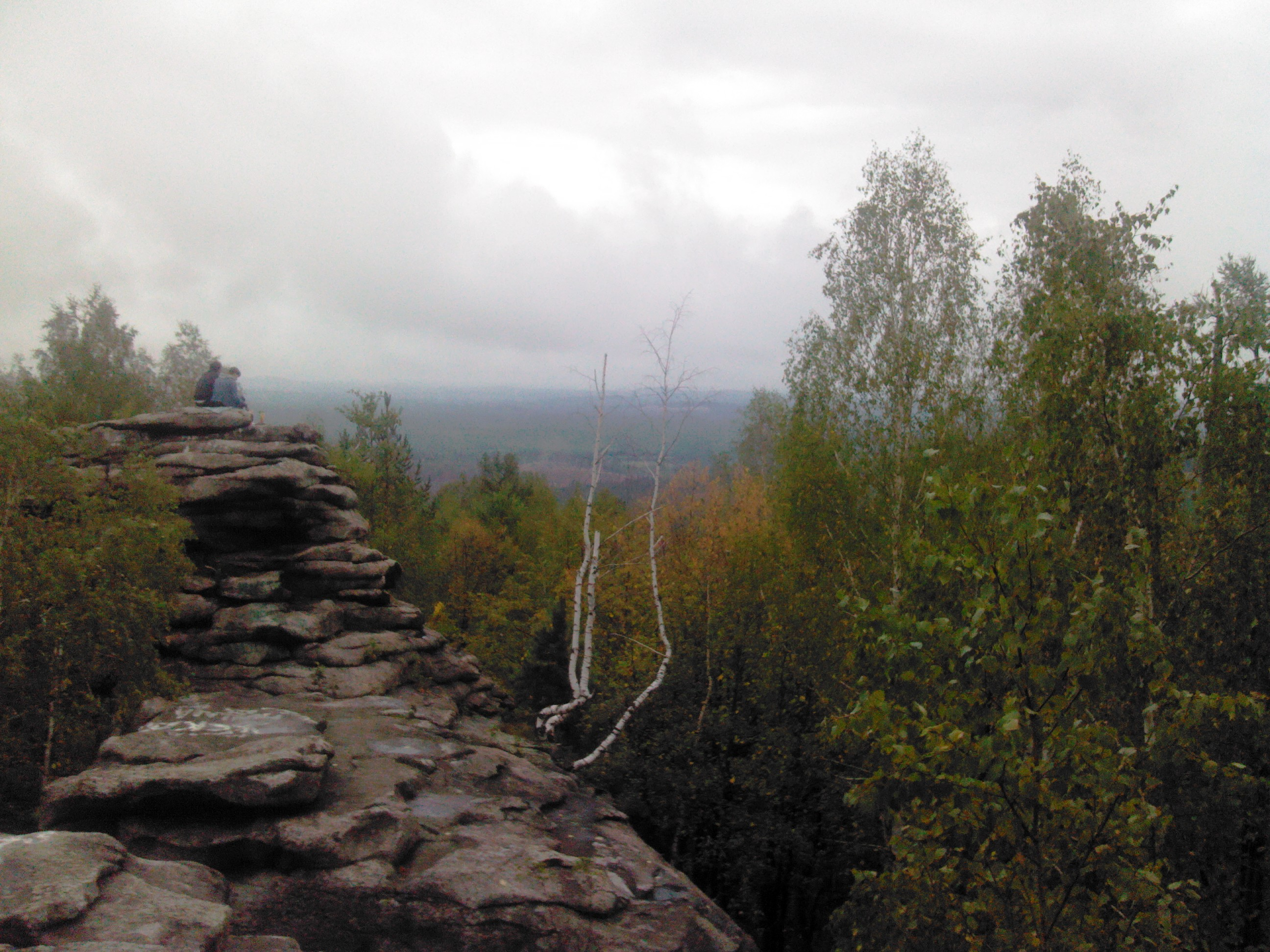
Pohled do krajiny z vrcholu skal
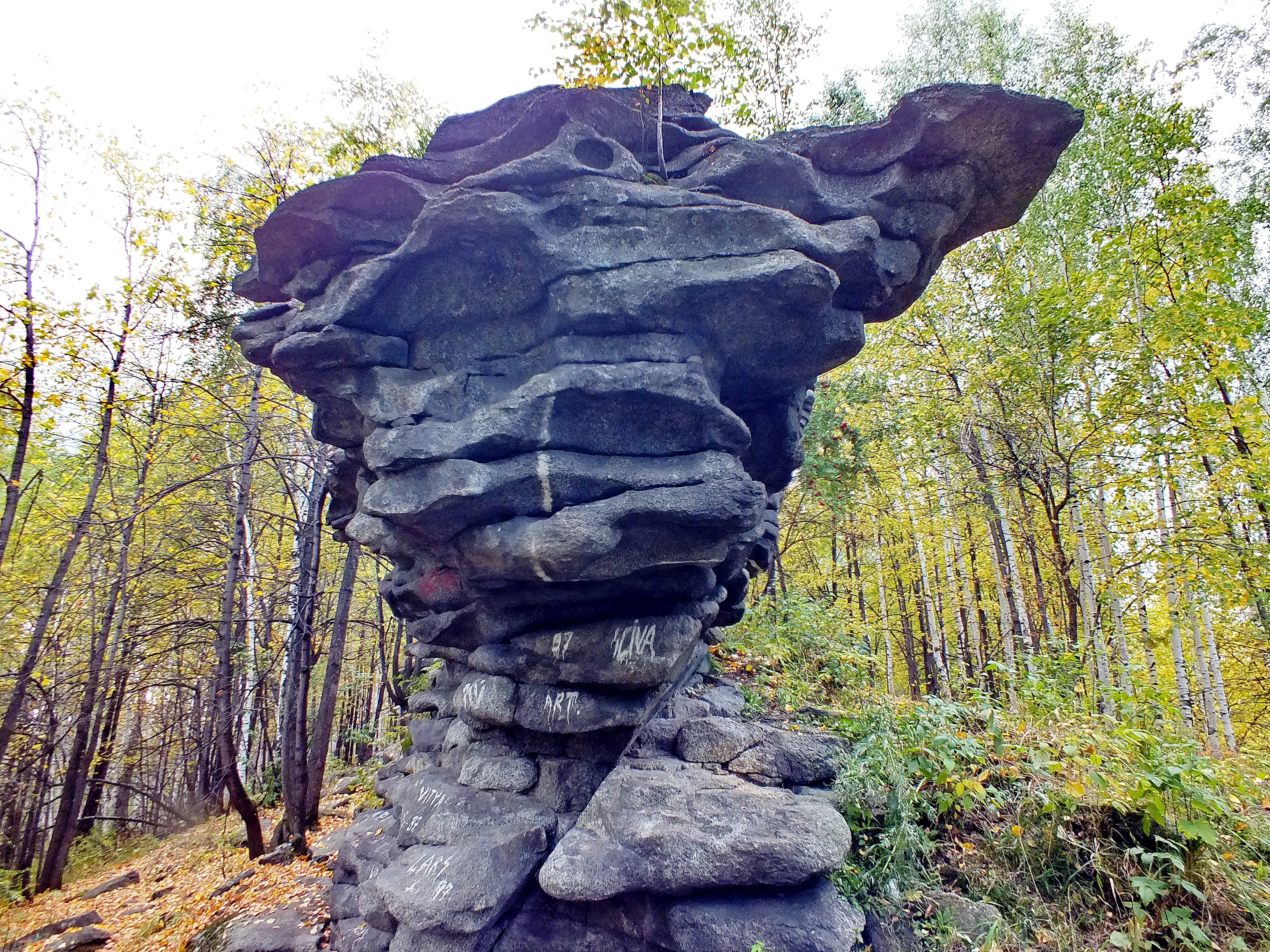
Skalní hřib, poničený nápisy turistů
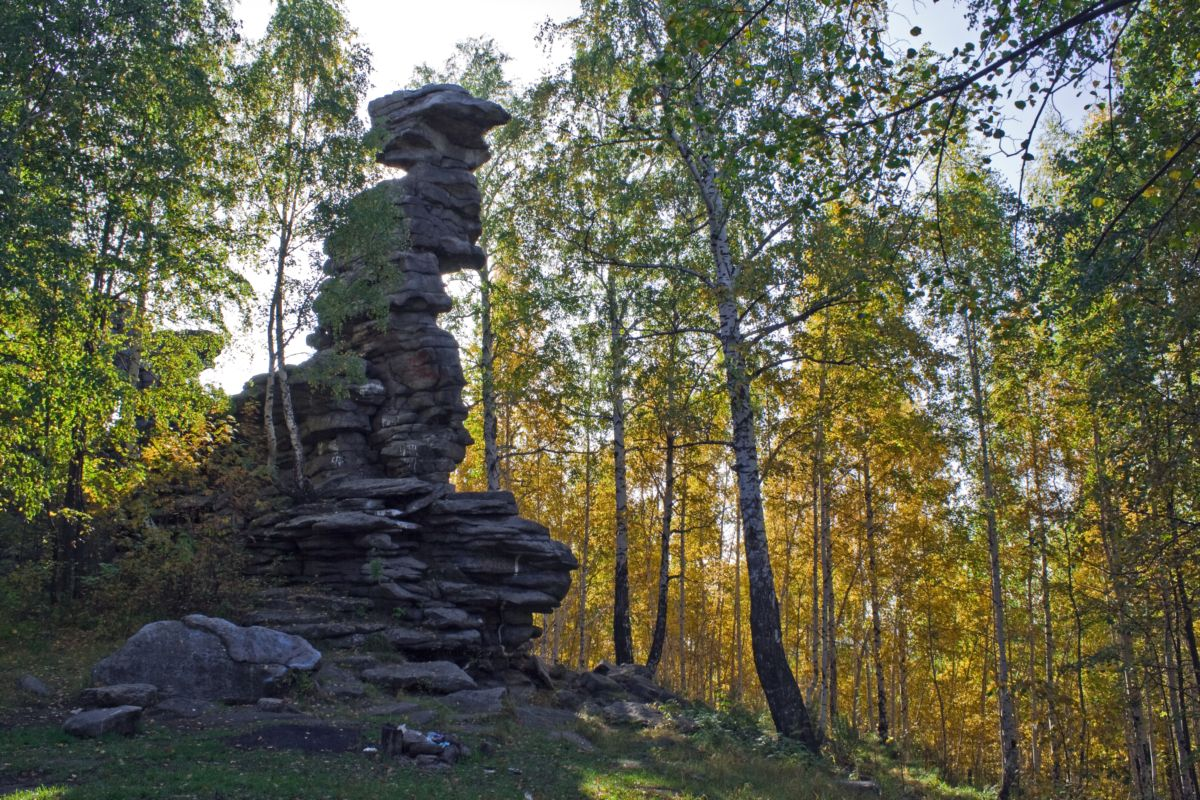
Osamocená skála Sestra
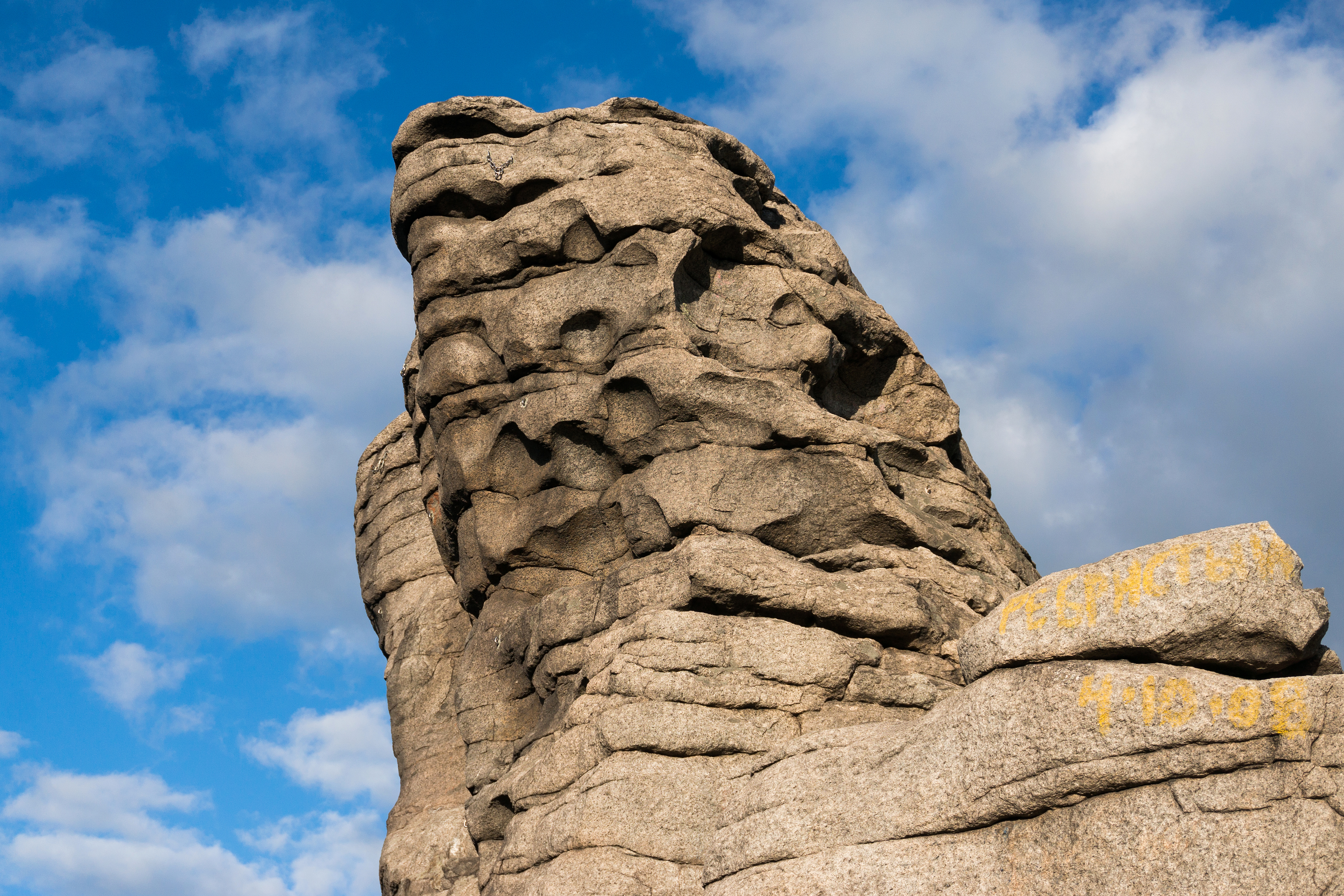
Detail žulových bochníků a vrstev na vrcholu skály